# Smicridea australis
Smicridea australis là một loài Trichoptera trong họ Hydropsychidae. Chúng phân bố ở miền Australasia.